# فهرست دانشکده‌های پرستاری و مامایی ایران

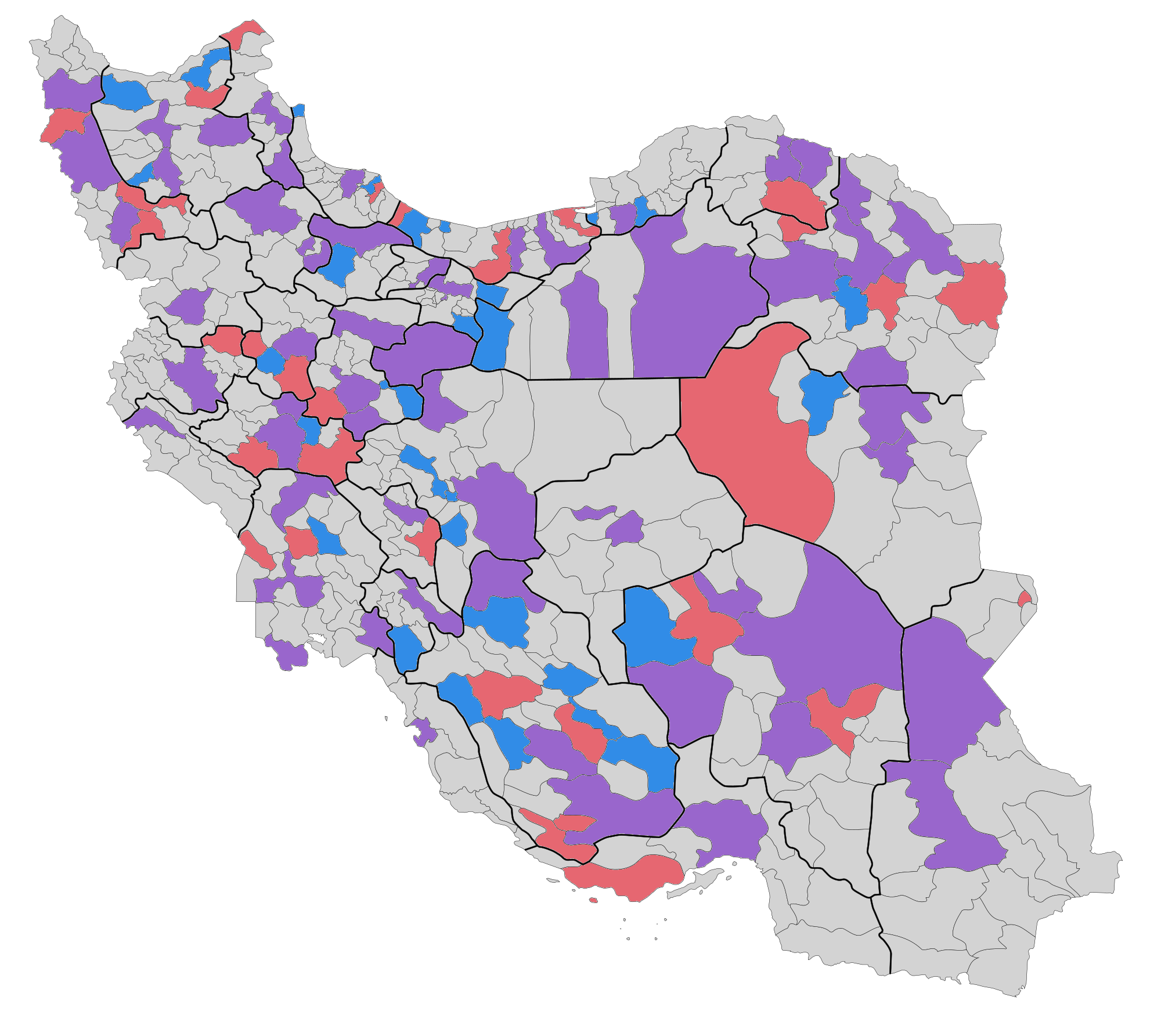
پراکندگی دانشکده‌های پرستاری در ایران
دانشکده‌های پرستاری دولتی
دانشکده‌های پرستاری آزاد
هردو

دانشکده‌های پرستاری و مامائی دانشکده‌هایی هستند که وظیفه تربیت پرستار و ماما را بر عهده دارند. در ایران دانشجویان پرستاری بعد از پایان تحصیلات متوسطه با گذراندن کنکور وارد دانشکده پرستاری می‌شوند. این دانشکده‌ها زیر نظر وزارت بهداشت، درمان و آموزش پزشکی فعالیت می‌کنند.
نخستین موسسه‌ای که به زنان ایران آموزش پرستاری ارائه می‌داد بیمارستان پرزبترین آمریکاییان در تهران از سال ۱۲۷۲ خورشیدی بود. مدارس دیگری در رشت (۱۳۰۳)، همدان (۱۳۰۶)، و کرمانشاه (۱۳۱۰) سپس تأسیس گردیدند. در سال ۱۳۱۵ بود که دانشگاه‌های کشور همانند مشهد، تبریز، و تهران آموزش پرستاری مدرن را در ایران آغاز کردند. دانشگاه شیراز نیز کار خود را در سال ۱۳۱۶ آغاز کرد. مدیریت و تدوین دوره‌های این موسسات بنا بر درخواست وزارت آموزش عالی کشور تماماً بر عهده متخصصین پرستاری از آمریکا واگذار گردید.
در سال ۱۳۳۵، نخستین کنفرانس سرتاسری آموزش پرستاری در ایران برگزار گردید که بسیاری از سیاستگذاری‌های آتی را باعث شد.
۱۴ مؤسسه آموزش عالی در سال ۱۹۴۷ در ایران رشته پرستاری را ارائه می‌کردند، اما تنها دانشگاه شیراز دوره چهارساله پرستاری ارائه می‌داد. دانشگاه شیراز به ویژه در زمینه آموزش پرستاری در کشور پیشرو بود و نخستین دانشگاهی بود که به پرستاران پروانه حرفه‌ای اعطا می‌کرد. همچنین تنها در دانشگاه شیراز بود که آموزش پرستاری به زبان انگلیسی ارائه می‌گردید.
با تشکیل وزارت بهداشت، درمان و آموزش پزشکی در سال ۱۳۶۵ و ایجاد دانشکده‌های پرستاری و مامایی، کیفیت آموزش پرستاری ارتقا یافت. به دنبال آن، فعالیت آموزشی پرستاران در حوزه ستادی معاونت آموزشی وزارت بهداشت درمان و آموزش پزشکی، در ابعاد مختلف برنامه‌ریزی، گسترش، ارزشیابی و بازآموزی، شکل تازه ای به خود گرفت. در سال ۱۳۶۶، شورای عالی انقلاب فرهنگی پس از نظر خواهی از شاخه پرستاری، دوره کاردانی را لغو و مجدداً برنامه کارشناسی پیوسته پرستاری تصویب شد و دانشکده‌های پرستاری و مامایی علاوه بر پذیرش دانشجو در مقطع کارشناسی ناپیوسته، اقدام به پذیرش دانشجو در مقطع کارشناسی پیوسته نیز نمودند. در دولت دهم یک معاونت به عنوان معاونت پرستاری وزارت بهداشت به معاونت‌های دیگر وزارت بهداشت ایران اضافه گردید.

## فهرست
| نام دانشکده                                    | دانشگاه مادر                    | شهر         | سال تأسیس | وبگاه                                                  |
| ---------------------------------------------- | ------------------------------- | ----------- | --------- | ------------------------------------------------------ |
| دانشکده پرستاری آبادان                         | دانشگاه علوم پزشکی آبادان       | آبادان      | ۱۳۵۰      | وبگاه                                                  |
| دانشکده پرستاری آمل                            | دانشگاه علوم پزشکی مازندران     | آمل         | ۱۳۶۹      | وبگاه                                                  |
| دانشکده پرستاری ابهر                           | دانشگاه علوم پزشکی زنجان        | ابهر        | ۱۳۷۱      | وبگاه بایگانی‌شده در ۲۷ فوریه ۲۰۲۰ توسط Wayback Machine |
| دانشکده پرستاری و مامایی اراک                  | دانشگاه علوم پزشکی اراک         | اراک        | ۱۳۶۵      | وبگاه                                                  |
| دانشکده پرستاری ارتش                           | دانشگاه علوم پزشکی ارتش         | تهران       | ۱۳۵۰      | وبگاه                                                  |
| دانشکده پرستاری و مامایی اردبیل                | دانشگاه علوم پزشکی اردبیل       | اردبیل      | ۱۳۷۲      | وبگاه                                                  |
| دانشکده پرستاری و مامایی ارومیه                | دانشگاه علوم پزشکی ارومیه       | ارومیه      | ۱۳۴۴      | وبگاه                                                  |
| دانشکده پرستاری و مامایی اصفهان                | دانشگاه علوم پزشکی اصفهان       | اصفهان      | ۱۳۴۷      | وبگاه                                                  |
| دانشکده پرستاری و مامایی البرز                 | دانشگاه علوم پزشکی البرز        | کرج         | ۱۳۸۶      | وبگاه                                                  |
| دانشکده پرستاری الیگودرز                       | دانشگاه علوم پزشکی لرستان       | الیگودرز    | ۱۳۷۱      | وبگاه                                                  |
| دانشکده پرستاری و مامایی اهواز                 | دانشگاه علوم پزشکی جندی‌شاپور    | اهواز       | ۱۳۴۷      | وبگاه                                                  |
| دانشکده پرستاری و مامایی ایران                 | دانشگاه علوم پزشکی ایران        | تهران       | ۱۳۵۴      | وبگاه                                                  |
| دانشکده پرستاری و مامایی ایرانشهر              | دانشگاه علوم پزشکی ایرانشهر     | ایرانشهر    | ۱۳۷۲      | وبگاه                                                  |
| دانشکده پرستاری و مامایی ایلام                 | دانشگاه علوم پزشکی ایلام        | ایلام       | ۱۳۶۹      | وبگاه                                                  |
| دانشکده پرستاری و مامایی بابل                  | دانشگاه علوم پزشکی بابل         | بابل        | ۱۳۶۹      | وبگاه                                                  |
| دانشکده پرستاری بروجرد                         | دانشگاه علوم پزشکی لرستان       | بروجرد      | ۱۳۹۰      | وبگاه                                                  |
| دانشکده پرستاری بروجن                          | دانشکده علوم پزشکی بروجن        | بروجن       | ۱۳۷۰      | وبگاه                                                  |
| دانشکده پرستاری و مامایی بهبهان                | دانشکده علوم پزشکی بهبهان       | بهبهان      | ۱۳۷۰      | وبگاه                                                  |
| دانشکده پرستاری بقیةالله                       | دانشگاه علوم پزشکی بقیةالله     | تهران       | ۱۳۶۳      | وبگاه                                                  |
| دانشکده پرستاری و مامایی بجنورد                | دانشگاه علوم پزشکی خراسان شمالی | بجنورد      | ۱۳۷۰      | وبگاه                                                  |
| دانشکده پرستاری و مامایی بم                    | دانشگاه علوم پزشکی بم           | بم          | ۱۳۷۰      | وبگاه                                                  |
| دانشکده پرستاری بهشهر                          | دانشگاه علوم پزشکی مازندران     | بهشهر       | ۱۳۹۲      | وبگاه                                                  |
| دانشکده پرستاری و مامایی بوشهر                 | دانشگاه علوم پزشکی بوشهر        | بوشهر       | ۱۳۶۷      | وبگاه                                                  |
| دانشکده پرستاری بوکان                          | دانشگاه علوم پزشکی ارومیه       | بوکان       | ۱۳۹۱      | وبگاه                                                  |
| دانشکده پرستاری و مامایی بویه گرگان            | دانشگاه علوم پزشکی گلستان       | گرگان       | ۱۳۴۶      | وبگاه                                                  |
| دانشکده پرستاری بندر لنگه                      | دانشگاه علوم پزشکی هرمزگان      | بندر لنگه   | ۱۳۹۱      | وبگاه                                                  |
| دانشکده پرستاری و مامایی بیرجند                | دانشگاه علوم پزشکی بیرجند       | بیرجند      | ۱۳۶۵      | وبگاه                                                  |
| دانشکده پرستاری پلدختر                         | دانشگاه علوم پزشکی لرستان       | پلدختر      | ۱۳۹۰      | وبگاه                                                  |
| دانشکده پرستاری و مامایی تبریز                 | دانشگاه علوم پزشکی تبریز        | تبریز       | ۱۳۴۷      | وبگاه                                                  |
| دانشکده پرستاری و مامایی تربت حیدریه           | دانشگاه علوم پزشکی تربت حیدریه  | تربت حیدریه | ۱۳۷۲      | وبگاه                                                  |
| دانشکده پرستاری و مامایی تهران                 | دانشگاه علوم پزشکی تهران        | تهران       | ۱۳۲۸      | وبگاه                                                  |
| دانشکده پرستاری جوین                           | دانشگاه علوم پزشکی سبزوار       | جوین        | ۱۳۹۲      | وبگاه                                                  |
| دانشکده پرستاری و مامایی جهرم                  | دانشگاه علوم پزشکی جهرم         | جهرم        | ۱۳۶۵      | وبگاه                                                  |
| دانشکده پرستاری و مامایی جیرفت                 | دانشگاه علوم پزشکی جیرفت        | جیرفت       | ۱۳۶۷      | وبگاه                                                  |
| دانشکده پرستاری حضرت ام‌البنین لامرد            | دانشگاه علوم پزشکی شیراز        | لامرد       | ۱۳۹۰      | وبگاه                                                  |
| دانشکده پرستاری حضرت زهرا آباده                | دانشگاه علوم پزشکی شیراز        | آباده       | ۱۳۹۰      | وبگاه                                                  |
| دانشکده پرستاری حضرت زینب لارستان              | دانشکده علوم پزشکی لارستان      | لار         | ۱۳۶۶      | وبگاه                                                  |
| دانشکده پرستاری و مامایی حضرت زینب لنگرود      | دانشگاه علوم پزشکی گیلان        | لنگرود      | ۱۳۶۵      | وبگاه                                                  |
| دانشکده پرستاری حضرت زینب یاسوج                | دانشگاه علوم پزشکی یاسوج        | یاسوج       | ۱۳۶۹      | وبگاه بایگانی‌شده در ۱۷ مه ۲۰۲۰ توسط Wayback Machine    |
| دانشکده پرستاری و مامایی حضرت فاطمه زهرا رامسر | دانشگاه علوم پزشکی بابل         | رامسر       | ۱۳۶۲      | وبگاه                                                  |
| دانشکده پرستاری و مامایی حضرت فاطمه شیراز      | دانشگاه علوم پزشکی شیراز        | شیراز       | ۱۳۳۲      | وبگاه                                                  |
| دانشکده پرستاری و مامایی خرم‌آباد               | دانشگاه علوم پزشکی لرستان       | خرم‌آباد     | ۱۳۶۲      | وبگاه                                                  |
| دانشکده پرستاری و مامایی رازی کرمان            | دانشگاه علوم پزشکی کرمان        | کرمان       | ۱۳۴۱      | وبگاه                                                  |
| دانشکده پرستاری و مامایی زابل                  | دانشگاه علوم پزشکی زابل         | زابل        | ۱۳۷۰      | وبگاه                                                  |
| دانشکده پرستاری و مامایی زاهدان                | دانشگاه علوم پزشکی زاهدان       | زاهدان      | ۱۳۶۴      | وبگاه                                                  |
| دانشکده پرستاری زرند                           | دانشگاه علوم پزشکی کرمان        | زرند        | ۱۳۷۱      | وبگاه                                                  |
| دانشکده پرستاری و مامایی زنجان                 | دانشگاه علوم پزشکی زنجان        | زنجان       | ۱۳۶۵      | وبگاه بایگانی‌شده در ۱۴ مارس ۲۰۲۰ توسط Wayback Machine  |
| دانشکده پرستاری و مامایی سبزوار                | دانشگاه علوم پزشکی سبزوار       | سبزوار      | ۱۳۶۵      | وبگاه                                                  |
| دانشکده پرستاری سلماس                          | دانشگاه علوم پزشکی ارومیه       | سلماس       | ۱۳۹۲      | وبگاه                                                  |
| دانشکده پرستاری و مامایی سمنان                 | دانشگاه علوم پزشکی سمنان        | سمنان       | ۱۳۶۶      | وبگاه                                                  |
| دانشکده پرستاری سنقر                           | دانشگاه علوم پزشکی کرمانشاه     | سنقر        | ۱۳۹۲      | وبگاه                                                  |
| دانشکده پرستاری شازند                          | دانشگاه علوم پزشکی اراک         | شازند       | ۱۳۸۹      | وبگاه                                                  |
| دانشکده پرستاری و مامایی شاهد                  | دانشگاه علوم پزشکی شاهد         | تهران       | ۱۳۶۹      | وبگاه                                                  |
| دانشکده پرستاری و مامایی شاهرود                | دانشگاه علوم پزشکی شاهرود       | شاهرود      | ۱۳۶۱      | وبگاه                                                  |
| دانشکده پرستاری و مامایی شهرکرد                | دانشگاه علوم پزشکی شهرکرد       | شهرکرد      | ۱۳۶۵      | وبگاه                                                  |
| دانشکده پرستاری و مامایی شهید بهشتی تهران      | دانشگاه علوم پزشکی شهید بهشتی   | تهران       | ۱۳۲۶      | وبگاه                                                  |
| دانشکده پرستاری شیروان                         | دانشگاه علوم پزشکی خراسان شمالی | شیروان      | ۱۳۹۱      | وبگاه                                                  |
| دانشکده پرستاری طبس                            | دانشگاه علوم پزشکی بیرجند       | طبس         | ۱۳۹۳      | وبگاه                                                  |
| دانشکده پرستاری فسا                            | دانشگاه علوم پزشکی فسا          | فسا         | ۱۳۶۵      | وبگاه                                                  |
| دانشکده پرستاری و مامایی قاین                  | دانشگاه علوم پزشکی بیرجند       | قاین        | ۱۳۸۸      | وبگاه                                                  |
| دانشکده پرستاری و مامایی قزوین                 | دانشگاه علوم پزشکی قزوین        | قزوین       | ۱۳۶۶      | وبگاه                                                  |
| دانشکده پرستاری و مامایی قم                    | دانشگاه علوم پزشکی قم           | قم          | ۱۳۷۶      | وبگاه                                                  |
| دانشکده پرستاری و مامایی کاشان                 | دانشگاه علوم پزشکی کاشان        | کاشان       | ۱۳۷۰      | وبگاه                                                  |
| دانشکده پرستاری و مامایی کردستان               | دانشگاه علوم پزشکی کردستان      | سنندج       | ۱۳۶۵      | وبگاه                                                  |
| دانشکده پرستاری و مامایی کرمانشاه              | دانشگاه علوم پزشکی کرمانشاه     | کرمانشاه    | ۱۳۴۴      | وبگاه                                                  |
| دانشکده پرستاری گراش                           | دانشکده علوم پزشکی گراش         | گراش        | ۱۳۹۲      | وبگاه                                                  |
| دانشکده پرستاری و مامایی گیلان                 | دانشگاه علوم پزشکی گیلان        | رشت         | ۱۳۴۴      | وبگاه                                                  |
| دانشکده پرستاری گناباد                         | دانشگاه علوم پزشکی گناباد       | گناباد      | ۱۳۶۵      | وبگاه                                                  |
| دانشکده پرستاری و مامایی مشهد                  | دانشگاه علوم پزشکی مشهد         | مشهد        | ۱۳۳۷      | وبگاه                                                  |
| دانشکده پرستاری و مامایی مغان                  | دانشگاه علوم پزشکی اردبیل       | گرمی        | ۱۳۸۹      | وبگاه                                                  |
| دانشکده پرستاری ملایر                          | دانشگاه علوم پزشکی همدان        | ملایر       | ۱۳۹۲      | وبگاه                                                  |
| دانشکده پرستاری مهاباد                         | دانشگاه علوم پزشکی ارومیه       | مهاباد      | ۱۳۹۸      | وبگاه                                                  |
| دانشکده پرستاری میاندوآب                       | دانشگاه علوم پزشکی ارومیه       | میاندوآب    | ۱۳۹۱      | وبگاه                                                  |
| دانشکده پرستاری میبد                           | دانشگاه علوم پزشکی شهید صدوقی   | میبد        | ۱۳۹۰      | وبگاه                                                  |
| دانشکده پرستاری و مامایی نسیبه ساری            | دانشگاه علوم پزشکی مازندران     | ساری        | ۱۳۵۴      | وبگاه                                                  |
| دانشکده پرستاری نیشابور                        | دانشکده علوم پزشکی نیشابور      | نیشابور     | ۱۳۸۸      | وبگاه                                                  |
| دانشکده پرستاری و مامایی هرمزگان               | دانشگاه علوم پزشکی هرمزگان      | بندرعباس    | ۱۳۶۲      | وبگاه                                                  |
| دانشکده پرستاری و مامایی همدان                 | دانشگاه علوم پزشکی همدان        | همدان       | ۱۳۶۱      | وبگاه                                                  |
| دانشکده پرستاری و مامایی یزد                   | دانشگاه علوم پزشکی شهید صدوقی   | یزد         | ۱۳۶۴      | وبگاه                                                  |

### دانشگاه‌های آزاد اسلامی
| نام دانشکده                       | دانشگاه مادر                              | شهر          | وبگاه                                                   |
| --------------------------------- | ----------------------------------------- | ------------ | ------------------------------------------------------- |
| دانشکده پرستاری آزاد آبادان       | دانشگاه آزاد اسلامی واحد آبادان           | آبادان       | وبگاه                                                   |
| دانشکده پرستاری آزاد آباده        | دانشگاه آزاد اسلامی واحد آباده            | آباده        | وبگاه                                                   |
| دانشکده پرستاری آزاد آستارا       | دانشگاه آزاد اسلامی واحد آستارا           | آستارا       | وبگاه بایگانی‌شده در ۲۲ اوت ۲۰۰۶ توسط Wayback Machine    |
| دانشکده پرستاری آزاد ابهر         | دانشگاه آزاد اسلامی واحد ابهر             | ابهر         | وبگاه                                                   |
| دانشکده پرستاری آزاد اراک         | دانشگاه آزاد اسلامی واحد اراک             | اراک         | وبگاه                                                   |
| دانشکده پرستاری آزاد اردبیل       | دانشگاه آزاد اسلامی واحد اردبیل           | اردبیل       | وبگاه                                                   |
| دانشکده پرستاری آزاد ارسنجان      | دانشگاه آزاد اسلامی واحد ارسنجان          | ارسنجان      | وبگاه                                                   |
| دانشکده پرستاری آزاد ارومیه       | دانشگاه آزاد اسلامی واحد ارومیه           | ارومیه       | وبگاه                                                   |
| دانشکده پرستاری آزاد استهبان      | دانشگاه آزاد اسلامی واحد استهبان          | استهبان      | وبگاه                                                   |
| دانشکده پرستاری آزاد اقلید        | دانشگاه آزاد اسلامی واحد اقلید            | اقلید        | وبگاه                                                   |
| دانشکده پرستاری آزاد اهواز        | دانشگاه آزاد اسلامی واحد اهواز            | اهواز        | وبگاه                                                   |
| دانشکده پرستاری آزاد ایرانشهر     | دانشگاه آزاد اسلامی واحد ایرانشهر         | ایرانشهر     | وبگاه                                                   |
| دانشکده پرستاری آزاد ایلام        | دانشگاه آزاد اسلامی واحد ایلام            | ایلام        | وبگاه بایگانی‌شده در ۱۴ دسامبر ۲۰۱۴ توسط Wayback Machine |
| دانشکده پرستاری آزاد بابل         | دانشگاه آزاد اسلامی واحد بابل             | بابل         | وبگاه                                                   |
| دانشکده پرستاری آزاد بجنورد       | دانشگاه آزاد اسلامی واحد بجنورد           | بجنورد       | وبگاه                                                   |
| دانشکده پرستاری آزاد بروجرد       | دانشگاه آزاد اسلامی واحد بروجرد           | بروجرد       | وبگاه                                                   |
| دانشکده پرستاری آزاد بناب         | دانشگاه آزاد اسلامی واحد بناب             | بناب         | وبگاه                                                   |
| دانشکده پرستاری آزاد بندرعباس     | دانشگاه آزاد اسلامی واحد بندرعباس         | بندرعباس     | وبگاه                                                   |
| دانشکده پرستاری آزاد بندر گز      | دانشگاه آزاد اسلامی واحد بندر گز          | بندر گز      | وبگاه                                                   |
| دانشکده پرستاری آزاد بوشهر        | دانشگاه آزاد اسلامی واحد بوشهر            | بوشهر        | وبگاه                                                   |
| دانشکده پرستاری آزاد بهبهان       | دانشگاه آزاد اسلامی واحد بهبهان           | بهبهان       | وبگاه                                                   |
| دانشکده پرستاری آزاد بیرجند       | دانشگاه آزاد اسلامی واحد بیرجند           | بیرجند       | وبگاه                                                   |
| دانشکده پرستاری آزاد تاکستان      | دانشگاه آزاد اسلامی واحد تاکستان          | تاکستان      | وبگاه                                                   |
| دانشکده پرستاری آزاد تبریز        | دانشگاه آزاد اسلامی واحد تبریز            | تبریز        | وبگاه                                                   |
| دانشکده پرستاری آزاد تنکابن       | دانشگاه آزاد اسلامی واحد تنکابن           | تنکابن       | وبگاه                                                   |
| دانشکده پرستاری آزاد تویسرکان     | دانشگاه آزاد اسلامی واحد تویسرکان         | تویسرکان     | وبگاه بایگانی‌شده در ۳۰ مارس ۲۰۲۰ توسط Wayback Machine   |
| دانشکده پرستاری آزاد تهران        | دانشگاه آزاد اسلامی واحد علوم پزشکی تهران | تهران        | وبگاه                                                   |
| دانشکده پرستاری آزاد جهرم         | دانشگاه آزاد اسلامی واحد جهرم             | جهرم         | وبگاه                                                   |
| دانشکده پرستاری آزاد جیرفت        | دانشگاه آزاد اسلامی واحد جیرفت            | جیرفت        | وبگاه                                                   |
| دانشکده پرستاری آزاد چالوس        | دانشگاه آزاد اسلامی واحد چالوس            | چالوس        | وبگاه                                                   |
| دانشکده پرستاری آزاد خرم‌آباد      | دانشگاه آزاد اسلامی واحد خرم‌آباد          | خرم‌آباد      | وبگاه                                                   |
| دانشکده پرستاری آزاد خلخال        | دانشگاه آزاد اسلامی واحد خلخال            | خلخال        | وبگاه                                                   |
| دانشکده پرستاری آزاد خوراسگان     | دانشگاه آزاد اسلامی واحد خوراسگان         | خوراسگان     | وبگاه                                                   |
| دانشکده پرستاری آزاد خوی          | دانشگاه آزاد اسلامی واحد خوی              | خوی          | وبگاه                                                   |
| دانشکده پرستاری آزاد داراب        | دانشگاه آزاد اسلامی واحد داراب            | داراب        | وبگاه                                                   |
| دانشکده پرستاری آزاد دزفول        | دانشگاه آزاد اسلامی واحد دزفول            | دزفول        | وبگاه                                                   |
| دانشکده پرستاری آزاد دماوند       | دانشگاه آزاد اسلامی واحد دماوند           | دماوند       | وبگاه                                                   |
| دانشکده پرستاری آزاد دهاقان       | دانشگاه آزاد اسلامی واحد دهاقان           | دهاقان       | وبگاه                                                   |
| دانشکده پرستاری آزاد رشت          | دانشگاه آزاد اسلامی واحد رشت              | رشت          | وبگاه                                                   |
| دانشکده پرستاری آزاد زاهدان       | دانشگاه آزاد اسلامی واحد زاهدان           | زاهدان       | وبگاه                                                   |
| دانشکده پرستاری آزاد زرند         | دانشگاه آزاد اسلامی واحد زرند             | زرند         | وبگاه                                                   |
| دانشکده پرستاری آزاد زنجان        | دانشگاه آزاد اسلامی واحد زنجان            | زنجان        | وبگاه                                                   |
| دانشکده پرستاری آزاد ساری         | دانشگاه آزاد اسلامی واحد ساری             | ساری         | وبگاه                                                   |
| دانشکده پرستاری آزاد ساوه         | دانشگاه آزاد اسلامی واحد ساوه             | ساوه         | وبگاه                                                   |
| دانشکده پرستاری آزاد سبزوار       | دانشگاه آزاد اسلامی واحد سبزوار           | سبزوار       | وبگاه                                                   |
| دانشکده پرستاری آزاد سراب         | دانشگاه آزاد اسلامی واحد سراب             | سراب         | وبگاه                                                   |
| دانشکده پرستاری آزاد سمنان        | دانشگاه آزاد اسلامی واحد سمنان            | سمنان        | وبگاه                                                   |
| دانشکده پرستاری آزاد سنندج        | دانشگاه آزاد اسلامی واحد سنندج            | سنندج        | وبگاه بایگانی‌شده در ۲۸ فوریه ۲۰۲۰ توسط Wayback Machine  |
| دانشکده پرستاری آزاد سیرجان       | دانشگاه آزاد اسلامی واحد سیرجان           | سیرجان       | وبگاه                                                   |
| دانشکده پرستاری آزاد شاهرود       | دانشگاه آزاد اسلامی واحد شاهرود           | شاهرود       | وبگاه                                                   |
| دانشکده پرستاری آزاد شهربابک      | دانشگاه آزاد اسلامی واحد شهربابک          | شهربابک      | وبگاه                                                   |
| دانشکده پرستاری آزاد شهرکرد       | دانشگاه آزاد اسلامی واحد شهرکرد           | شهرکرد       | وبگاه                                                   |
| دانشکده پرستاری آزاد شیروان       | دانشگاه آزاد اسلامی واحد شیروان           | شیروان       | وبگاه بایگانی‌شده در ۲۰۰۷-۱۰-۰۴ توسط Wayback Machine     |
| دانشکده پرستاری آزاد علی‌آباد کتول | دانشگاه آزاد اسلامی واحد علی‌آباد کتول     | علی‌آباد کتول | وبگاه                                                   |
| دانشکده پرستاری آزاد فردوس        | دانشگاه آزاد اسلامی واحد فردوس            | فردوس        | وبگاه                                                   |
| دانشکده پرستاری آزاد فلاورجان     | دانشگاه آزاد اسلامی واحد فلاورجان         | فلاورجان     | وبگاه                                                   |
| دانشکده پرستاری آزاد فیروزآباد    | دانشگاه آزاد اسلامی واحد فیروزآباد        | فیروزآباد    | وبگاه                                                   |
| دانشکده پرستاری آزاد قائن         | دانشگاه آزاد اسلامی واحد قائنات           | قائن         | وبگاه                                                   |
| دانشکده پرستاری آزاد قزوین        | دانشگاه آزاد اسلامی واحد قزوین            | قزوین        | وبگاه                                                   |
| دانشکده پرستاری آزاد قم           | دانشگاه علوم پزشکی آزاد اسلامی قم         | قم           | وبگاه                                                   |
| دانشکده پرستاری آزاد قوچان        | دانشگاه آزاد اسلامی واحد قوچان            | قوچان        | وبگاه                                                   |
| دانشکده پرستاری آزاد کازرون       | دانشگاه آزاد اسلامی واحد کازرون           | کازرون       | وبگاه                                                   |
| دانشکده پرستاری آزاد کاشان        | دانشگاه آزاد اسلامی واحد کاشان            | کاشان        | وبگاه                                                   |
| دانشکده پرستاری آزاد کاشمر        | دانشگاه آزاد اسلامی واحد کاشمر            | کاشمر        | وبگاه                                                   |
| دانشکده پرستاری آزاد کرج          | دانشگاه آزاد اسلامی واحد کرج              | کرج          | وبگاه                                                   |
| دانشکده پرستاری آزاد کرمان        | دانشگاه آزاد اسلامی واحد کرمان            | کرمان        | وبگاه                                                   |
| دانشکده پرستاری آزاد کرمانشاه     | دانشگاه آزاد اسلامی واحد کرمانشاه         | کرمانشاه     | وبگاه                                                   |
| دانشکده پرستاری آزاد کلیبر        | دانشگاه آزاد اسلامی واحد کلیبر            | کلیبر        | وبگاه                                                   |
| دانشکده پرستاری آزاد گچساران      | دانشگاه آزاد اسلامی واحد گچساران          | دوگنبدان     | وبگاه                                                   |
| دانشکده پرستاری آزاد گرگان        | دانشگاه آزاد اسلامی واحد گرگان            | گرگان        | وبگاه                                                   |
| دانشکده پرستاری آزاد گرمسار       | دانشگاه آزاد اسلامی واحد گرمسار           | گرمسار       | وبگاه                                                   |
| دانشکده پرستاری آزاد گناباد       | دانشگاه آزاد اسلامی واحد گناباد           | گناباد       | وبگاه بایگانی‌شده در ۲۰ فوریه ۲۰۲۰ توسط Wayback Machine  |
| دانشکده پرستاری آزاد لار          | دانشگاه آزاد اسلامی واحد لارستان          | لار          | وبگاه بایگانی‌شده در ۲۴ آوریل ۲۰۲۰ توسط Wayback Machine  |
| دانشکده پرستاری آزاد لاهیجان      | دانشگاه آزاد اسلامی واحد لاهیجان          | لاهیجان      | وبگاه                                                   |
| دانشکده پرستاری آزاد مراغه        | دانشگاه آزاد اسلامی واحد مراغه            | مراغه        | وبگاه                                                   |
| دانشکده پرستاری آزاد مرند         | دانشگاه آزاد اسلامی واحد مرند             | مرند         | وبگاه                                                   |
| دانشکده پرستاری آزاد مسجد سلیمان  | دانشگاه آزاد اسلامی واحد مسجد سلیمان      | مسجد سلیمان  | وبگاه بایگانی‌شده در ۲۳ فوریه ۲۰۲۰ توسط Wayback Machine  |
| دانشکده پرستاری آزاد مشهد         | دانشگاه آزاد اسلامی واحد مشهد             | مشهد         | وبگاه                                                   |
| دانشکده پرستاری آزاد مهاباد       | دانشگاه آزاد اسلامی واحد مهاباد           | مهاباد       | وبگاه                                                   |
| دانشکده پرستاری آزاد میبد         | دانشگاه آزاد اسلامی واحد میبد             | میبد         | وبگاه بایگانی‌شده در ۲۲ آوریل ۲۰۲۰ توسط Wayback Machine  |
| دانشکده پرستاری آزاد نجف‌آباد      | دانشگاه آزاد اسلامی واحد نجف‌آباد          | نجف‌آباد      | وبگاه                                                   |
| دانشکده پرستاری آزاد نراق         | دانشگاه آزاد اسلامی واحد نراق             | نراق         | وبگاه                                                   |
| دانشکده پرستاری آزاد نیشابور      | دانشگاه آزاد اسلامی واحد نیشابور          | نیشابور      | وبگاه                                                   |
| دانشکده پرستاری آزاد ورامین       | دانشگاه آزاد اسلامی واحد ورامین           | ورامین       | وبگاه                                                   |
| دانشکده پرستاری آزاد همدان        | دانشگاه آزاد اسلامی واحد همدان            | همدان        | وبگاه                                                   |
| دانشکده پرستاری آزاد یاسوج        | دانشگاه آزاد اسلامی واحد یاسوج            | یاسوج        | وبگاه                                                   |
| دانشکده پرستاری آزاد یزد          | دانشگاه آزاد اسلامی واحد یزد              | یزد          | وبگاه                                                   |

### سایر
| نام دانشکده              | سازمان مادر    | شهر   | سال تأسیس | وبگاه |
| ------------------------ | -------------- | ----- | --------- | ----- |
| دانشکده پرستاری بانک ملی | بانک ملی ایران | تهران | ۱۳۹۶      | وبگاه |